# Sampans
Sampans är en kommun i departementet Jura i regionen Bourgogne-Franche-Comté i östra Frankrike. Kommunen ligger i kantonen Dole-Nord-Est som tillhör arrondissementet Dole. År 2022 hade Sampans 1 114 invånare.

## Befolkningsutveckling
Antalet invånare i kommunen Sampans
Referens:INSEE